# Jungmädelbund

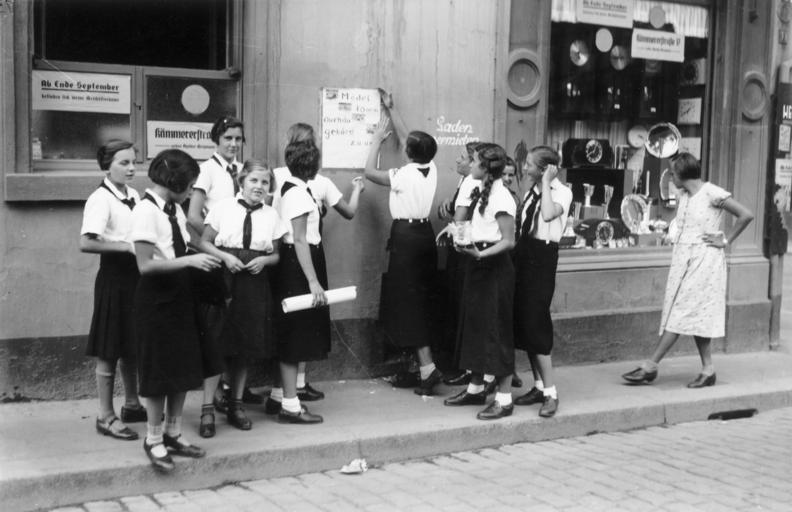

La Liga de Chicas Jóvenes (en alemán: Jungmädelbund) fue la sección de las Juventudes Hitlerianas para niñas entre 10 y 14 años.
Fue llamado la Jungmädelbund en alemán, y comúnmente se abrevió en los escritos históricos de época y contemporáneos como JM. Como se trataba de una organización de mujeres, pertenecía a la Liga de Muchachas Alemanas (BDM), dirigida por la BDM-Reichsreferentin (Presidenta Nacional de la BDM), que informó al jefe general de las Juventudes Hitlerianas, Baldur von Schirach. (quien más tarde fue sucedido por Artur Axmann).

## Trasfondo
Después del Gleichschaltung en 1933, la Liga de Muchachas Alemanas se convirtió en la única organización de niñas en el Tercer Reich. Todos los demás grupos, incluidos los grupos de la iglesia y las organizaciones de exploradores, fueron absorbidos por las Juventudes Hitlerianas o fueron prohibidos. En 1936, la Primera Ley de la Juventud de Hitler hizo que la membresía fuera obligatoria para todas las niñas de 10 años o más. La misma ley también hizo obligatoria la membresía en los jóvenes de Hitler para todos los niños mayores de 10 años.
Los nuevos miembros tenían que registrarse para su servicio entre el 1 de marzo y el 10 de marzo de cada año. La inscripción se llevó a cabo en la oficina administrativa local de la Liga de Muchachas Alemanas. Las niñas tenían que haber completado el cuarto grado y cumplir con los siguientes requisitos:
- Ser de herencia racial/étnica alemana
- Ser ciudadana alemana.
- Estar libre de enfermedades hereditarias.

Si una niña cumplía con esos requisitos, se la asignaba a un grupo de Jungmädel según la ubicación geográfica en la que vivía. Para convertirse en miembro de pleno derecho, ahora tenía que asistir al servicio preparatorio que consistía en su participación en una reunión de Jungmädel, una tarde deportiva que debía incluir una prueba de su coraje y una conferencia sobre las tareas de la Jungmädel.
Después de cumplir con estos requisitos, se llevaba a cabo una ceremonia para introducir a nuevos miembros en el rango de Jungmädel el 20 de abril, el cumpleaños de Hitler. Durante la ceremonia, los nuevos miembros prestaron juramento, se les presentó un certificado de membresía y eran recibidos personalmente por sus líderes de grupo.
Sin embargo, para convertirse en un miembro "completo", cada niña tenía que pasar el Desafío Jungmädel (Jungmädelprobe), que consistía en la participación en un viaje de un día con el grupo y una serie de requisitos deportivos. Las niñas tenían seis meses para cumplir con todos los requisitos del Desafío Jungmädel y, el 2 de octubre de cada año, las que pasaban se convertían en miembros de pleno derecho en otra ceremonia en la que se les presentaba oficialmente el derecho a usar el pañuelo negro y el nudo de cuero marrón.
Una niña era entonces miembro de pleno derecho de la Jungmädel y permanecía en el grupo hasta la edad de 14 años, momento en el que se transfería a la Liga de Muchachas Alemanas (también conocida como BDM o Bund Deutscher Mädel).